# Vistlip
Vistlip (geschrieben als vistlip) ist eine fünfköpfige, sogenannte Visual Kei-Band aus Japan, die sich am 7. Juli 2007 gegründet hat. Aktuell steht vistlip unter Vertrag bei Delfi Sound und Marvelous AQL. vistlips Musikstil ist eine Mischung aus Rock und Pop.

## Geschichte
Durch ihre ehemaligen Bands spielten die Mitglieder von vistlip vor ihrer Gründung bereits viele Auftritte miteinander. Nach Auflösung all dieser trafen sich die Mitglieder vistlips in einem Studio und legten den Stein für ihre von dort an gemeinsame Arbeit. Der Bandname setzt sich aus „vista“ (dem Sehen) und „lip“ (dem Sprechen) zusammen. Das Gründungsdatum, der 7. Juli, ist ein wichtiger Tag für die Band, an welchem vistlip jedes Jahr ein Jubiläumskonzert spielt. Zugunsten des besonderen Datums hat vistlip auch ein Stück mit dem Titel July VIIth. Die Besetzung der Band hat sich bis zum heutigen Tage nicht verändert.
In der Zeit von Juli 2010 bis Februar 2011 stoppte vistlip all ihre Aktivitäten in der Musikbranche aufgrund eines Unfalls, welcher sich am 30. Juli 2010 ereignet hatte. Gegen 1.15 Uhr japanischer Zeit war die Band nach einem Liveauftritt in Kanazawa City auf dem Weg zurück nach Hause, als der Minivan der Band aus unerklärlichen Gründen gegen die Wand des Nagae Tunnels krachte. Die Bandmanagerin Asako Sakakibara († 30. Juli 2010 mit 31 Jahren), die auf den hinteren Plätzen des Vans saß, wurde vom Aufprall aus dem Fahrzeug geschleudert und erlag noch am Unfallort ihren Verletzungen.
Der Erste, der nach dem Unfall etwas von sich hören ließ, war Gitarrist Yuh der Band, der in der Zeit von Oktober 2010 bis Dezember 2010 für das Label Sex Pot (Tokyo) modelte. Im Februar 2011 gab die Band dann ein VIP List Fanclub Only Live bekannt, mit welchem sie sich der Musik zurückwidmen wollte. Am ersten Juni 2011 folgte dann die Single Sindra als eine Art Comeback in das Musikbusiness.
Nach eigenen Angaben verfolgen vistlip kein bestimmtes Konzept, sondern konzentrieren sich darauf, die Musik zu machen, die sie zu dem Zeitpunkt der Komposition einfach machen wollen. Mit Order Made und den darauffolgenden Singles Recipe und B folgten sie melodischen Klängen und verarbeiteten in diesen Songs noch immer die Geschehnisse aus Juli 2010. Die Single Recipe hat die Band für ihre verstorbene Managerin geschrieben.
Mit dem am Neujahr 2013 erschienenen Album Gloster geht vistlip zu ihrem Ursprung zurück. Nach Aussage des Sängers Tomo, möchte die Band nicht länger als „poppig“ betitelt werden und den Gerüchten Raum lassen, dass sie nur eine Band wären, die Songs schreiben, damit sie sich gut verkaufen. Im Jahre 2016 erschien der Song Monogram auf der Single Overture, welche eine Platzierung innerhalb der Top 10 der japanischen Oricon-Charts erreichte.
Sänger Tomo und Bassist Rui haben neben vistlip noch zwei Nebenprojekte namens 大根団地 (Daikondanchi) und Lill.

## Mitglieder
Steckbriefe zu allen Mitgliedern der Band:

### 智 (Tomo)
- Part: Sänger
- Geburtsname: –
- Geburtstag: 13.01.
- Geburtsort: Fukuoka, Japan
- Band-Historie: D’e lude → (damals noch Kuroneko Yamato) → Jessica → Replia (als Supportsänger) → vistlip

### 海 (Umi)
- Part: Gitarre
- Geburtsname: –
- Geburtstag: 20.07.
- Geburtsort: Tokyo, Japan
- Band-Historie: Zeek → Replia → vistlip

### 瑠伊 (Rui)
- Part: Bass
- Geburtsname: –
- Geburtstag: 15.11.
- Geburtsort: Hyogo, Japan
- Band-Historie: COЯE The Child (damals noch Shunsuke) → Jessica → vistlip

### Tohya
- Part: Schlagzeug
- Geburtsname: Matsushita Tomoo
- Geburtstag: 03.01.
- Geburtsort: Präfektur Kanagawa, Japan
- Band-Historie: Rave!! → Replia (als Support-Drummer ‘Tomoya’) → YUKiTO-Heart of Project- → vistlip

### Yuh
- Part: Gitarre
- Geburtsname: –
- Geburtstag: 28.07.
- Geburtsort: Tokyo, Japan
- Band-Historie: Желать → SIN → Jessica → vistlip

## Diskografie

### Alben
1. Theater (2009)
2. Order Made (2011)
3. Chronus (2013)
4. Single Collection (Kompilation; 2013)
5. Layout (2015)
6. BitterSweet (2017)
7. Style (2018)
8. M.E.T.A (2022)

### Mini-Alben
1. Revolver (2008)
2. Patriot (2009)
3. Gloster (2013)
4. Sense (2016)

### Singles
1. Sara (2008)
2. alo[n]e (2008)
3. drop note. (2008)
4. -Ozone- (2009)
5. Strawberry Butterfly (2010)
6. Hameln (2010)
7. Sindra (2011)
8. Recipe (2012)
9. B (2012)
10. Shinkaigyo no yume wa shosen / Artist (2012)
11. Chimera (2013)
12. Period (2014)
13. Jack (2014)
14. Yoru (2014)
15. Overture (2015)
16. Cold Case (2015)
17. Contrast (2016)
18. Snowman (2016)
19. It (2017)
20. Timer (2017)
21. Black Matrix (2018)

### Videoalben
1. Bug (2009)
2. Gather to the Theater (2010)
3. [revelation space] (2011)
4. The End. (2012)
5. vistlip oneman live FBA (2013)
6. Good vibes Circuit II (2014)
7. vistlip tour document DVD Left side Layout [idea] (2015)
8. vistlip Right side Layout [Sense] (2016)